# Obersiggenthal
Obersiggenthal is een gemeente en plaats in het Zwitserse kanton Aargau en maakt deel uit van het district Baden.
Obersiggenthal telt 8.577 inwoners.